# Terinos piepersi
Terinos piepersi är en fjärilsart som beskrevs av Martin 1909. Terinos piepersi ingår i släktet Terinos och familjen praktfjärilar. Inga underarter finns listade i Catalogue of Life.